# Television Critics Association
La Asociación de Críticos de Televisión (en inglés, Television Critics Association; TCA), usualmente referida como TV Critics, es un grupo de aproximadamente doscientos críticos de televisión, periodistas y columnistas de los Estados Unidos y de Canadá que cubren la programación televisiva de periódicos, revistas y publicaciones en línea.
La Asociación acepta solicitudes y selecciona miembros dos veces al año en marzo y septiembre. Y una vez seleccionados, todos los miembros se reúnen en el hotel The Langham Huntington, en Pasadena, California, en enero para la gira de prensa de invierno (Winter Press Tour), y en The Beverly Hilton, un hotel de Beverly Hills, en julio para la gira de prensa de verano (Summer Press Tour). La gira de prensa de invierno generalmente cubre los reemplazos de mitad de temporada de la cadena, programas de servicios de transmisión y de cable que comienzan en enero, mientras que la gira de verano cubre la nueva temporada de otoño, además de servir como parte de la campaña de programas creativos y elenco tras la publicación de las nominaciones a los premios Primetime Emmy.

## Giras de prensa
La gira de prensa de la TCA (TCA Press Tour) permite a las principales cadenas de televisión, redes de cable, servicios de transmisión en línea y el PBS presentar su lista de próximos programas a un gran grupo de periodistas de diferentes medios al mismo tiempo a través de paneles y entrevistas, junto con discursos y presentaciones sobre el «estado de la red»; por ejemplo, John Landgraf, ejecutivo de FX, usa la sesión de invierno de su cadena para presentar datos e información analítica del departamento de investigación de su cadena, incluida la cantidad de series transmitidas por todas las cadenas y servicios en línea de Estados Unidos en un año para compararlas con la programación original de FX, una de los cuales se originó el nombre, el concepto y la era de Peak TV. Esta es también la única vez que los medios de televisión generalistas tienen un raro acceso en masa a los ejecutivos de las cadenas.
Estas conferencias bianuales involucran a miembros registrados de la TCA que permanecen en un lugar elegido en Los Ángeles durante dos o tres semanas, y a cada cadena se le asigna una serie de días para mostrar su programación.
En el pasado, estas entrevistas con los actores del programa y el personal creativo (generalmente el principal showrunner, productores y escritores del programa) se usaban principalmente para compilar historias durante un período de seis meses que podían publicarse durante ese período como columnas, respuestas de preguntas y respuestas al lector. Preguntas por correo programadas para el lanzamiento de un programa, película o especial, o dentro de sus suplementos semanales de programación televisiva, principalmente en periódicos o revistas para críticos y columnistas fuera de las grandes áreas metropolitanas. Sin embargo, con el auge de la internet y las redes sociales, estas sesiones ahora funcionan para generar expectación sobre la programación en un período inmediato, y sólo unos pocos columnistas de publicaciones más pequeñas y suplementos de listas mantienen el formato anterior de publicación de historias.

### Giras de prensa canceladas

#### Gira de prensa de 2008
La gira de prensa de enero de 2008 se canceló en diciembre de 2007 debido a la huelga de guionistas en Hollywood y la incertidumbre sobre su resolución.

#### Gira de prensa de 2020
A principios de mayo de 2020, la organización canceló su gira de prensa de verano de 2020 y retrasó los premios TCA a un momento por determinar a raíz de la pandemia de coronavirus que hizo imposible cualquier reunión grande durante dos semanas, junto con la incertidumbre sobre la temporada 2020-21, incluida la conversión de presentaciones iniciales de la cadena a plataformas de videotelefonía y la capacidad de producir programación.
Las siguientes cuatro giras de prensa semestrales se realizaron en formato virtual hasta retomar un evento presencial para el verano de 2022.

#### Gira de prensa de 2023
La gira de prensa se canceló nuevamente en el verano de 2023 debido a otra huelga del Sindicato de Guionistas, y también por una huelga simultánea de SAG-AFTRA y la eliminación del acceso a los actores, aunque los premios TCA de ese año continuaron y los ganadores se revelaron mediante un comunicado de prensa.

## Premios organizados

### Premios TCA
La organización patrocina también los premios TCA (TCA Awards), que honran la excelencia televisiva en once categorías, que se entregan al final de la gira de prensa de verano. Los premios comenzaron en 1985 en el Century Plaza Hotel de Los Ángeles, California. En 2017, la trigésima tercera edición de los premios TCA fue presentada por la actriz estadounidense Kristin Chenoweth. Los premios otorgados en 2017 incluyeron: Programa del año, mejor programa nuevo, mejor serie de drama, logro individual en drama, mejor serie de comedia, logro individual en comedia, mejor programa de telerrealidad, mejor programa juvenil y mejores noticias e información.

### Premios Patrimonio
Además de estos premios, cada año la TCA otorga el premio Patrimonio (Heritage Award), otorgado a un programa de televisión de larga trayectoria que ha influido culturalmente en la sociedad.